# Autódromo do Estoril
Autódromo do Estoril – portugalski tor wyścigowy położony w pobliżu miasta Estoril. Gospodarz GP Portugalii w latach 1984–1996.
Tor wybudowany został w 1972. Początkowo miał on długość 4350 metrów. Pierwszą oficjalną imprezą na tym obiekcie był wyścig Formuły 2 w 1975 roku. Wyścig wygrał Jacques Laffite.

## Formuła 1
W latach 1975–1978 tor został poddany gruntownej przebudowie w celu przygotowania go do organizacji wyścigu Formuły 1. Udało się to osiągnąć w sezonie 1984. Zwyciężył Alain Prost, który wygrywał tu trzykrotnie z McLarenem. Rok później swój pierwszy wyścig wygrał tu Ayrton Senna w barwach zespołu Lotus. W kolejnych latach zwycięzcami GP Portugalii na tym torze byli Nigel Mansell (trzykrotnie), Riccardo Patrese, Gerhard Berger, Michael Schumacher, Damon Hill (rekordzista toru), David Coulthard i jako ostatni w 1996 Jacques Villeneuve.

## Po Formule 1
Po zaprzestaniu organizowania wyścigów Formuły 1 rozpoczęto organizację innych serii: MotoGP, WTCC, DTM, A1 Grand Prix, Superleague Formula.

## ZwycięzcyGrand Prix Portugalii Formuły 1na torze Autódromo do Estoril
| Sezon | Kierowca           | Zespół           |        |
| ----- | ------------------ | ---------------- | ------ |
| 1996  | Jacques Villeneuve | Williams-Renault | Wyniki |
| 1995  | David Coulthard    | Williams-Renault | Wyniki |
| 1994  | Damon Hill         | Williams-Renault | Wyniki |
| 1993  | Michael Schumacher | Benetton-Ford    | Wyniki |
| 1992  | Nigel Mansell      | Williams-Renault | Wyniki |
| 1991  | Riccardo Patrese   | Williams-Renault | Wyniki |
| 1990  | Nigel Mansell      | Ferrari          | Wyniki |
| 1989  | Gerhard Berger     | Ferrari          | Wyniki |
| 1988  | Alain Prost        | McLaren-Honda    | Wyniki |
| 1987  | Alain Prost        | McLaren-TAG      | Wyniki |
| 1986  | Nigel Mansell      | Williams-Honda   | Wyniki |
| 1985  | Ayrton Senna       | Lotus-Renault    | Wyniki |
| 1984  | Alain Prost        | McLaren-TAG      | Wyniki |